# Sesamia nonagrioides
Sesamia nonagrioides är en fjärilsart som beskrevs av Lefèbvre 1827. Sesamia nonagrioides ingår i släktet Sesamia och familjen nattflyn. Inga underarter finns listade i Catalogue of Life.